# 博多どんたく
博多どんたく（はかたどんたく）は福岡県福岡市で毎年5月3日と5月4日に開催される祭りである。正式名称は「福岡市民の祭り 博多どんたく港まつり」。動員数は毎年200万人を越えゴールデンウィーク期間開催の祭事、催し物としては日本一である。また博多祇園山笠、筥崎宮放生会とともに福岡博多を代表する祭りの一つとして知られている。
現在は福岡市・福岡商工会議所・（公財）福岡観光コンベンションビューローによる「福岡市民の祭り振興会」の主催により「福岡市民の祭り 博多どんたく港まつり」として行われる。
博多どんたくの起源であり中核といえる国の重要無形民俗文化財の博多松囃子は、福神流、恵比須流、大黒流、稚児東流、稚児西流が「博多松ばやし振興会」を組織し、それぞれの当番をつとめる。

## 起源
「博多どんたく」は博多松囃子を母体として形成・発展してきた。
博多の豪商神屋宗湛の『宗湛日記』によれば、文禄4年10月29日（グレゴリオ暦1595年11月30日）に筑前領主小早川秀秋の居城であった名島城へ博多の町人が松囃子を仕立て年賀の祝いを行ったと記されているのが最古の記録である。これによれば古くは正月でなく10月の行事だったことになる。この博多松囃子は、貝原益軒の『筑前国続風土記』によると、治承3年（グレゴリオ暦1179年）に病没した平重盛に博多の者が恩（日本で最初の人工港「袖の湊」造営などの）を謝すため始まったと伝えられる。他に異説として、元日節会が平安時代に各地方に伝わったが、博多にも伝わり現地の人々がそれを発展させたのが始まりという説や、京都の松囃子の習慣が室町時代に博多に伝播したのが始まりという説もあるが、確かな起源は定かではない。

## 歴史と沿革
「博多どんたく」は博多松囃子を母体として形成・発展してきた。
江戸時代の博多松囃子は福岡城へ福岡藩藩主黒田氏を表敬するため正月15日に赴く年賀行事として行われていた。福禄寿・恵比須・大黒天の三福神と稚児が松囃子の本体である。これに博多の各町・各人が趣向を凝らした出で立ちや出し物で続き、これを「通りもん」と呼んだ。三福神・稚児・通りもんの構成が現在のどんたくの原型である。福岡城を出たのち三福神と稚児は城下の武家町・福岡を通って博多へ戻り、神社仏閣や年行司や年寄（町内有力者）の宅を祝った。また通りもんは知人宅や商家にて演芸を披露して祝い、商家などは返礼に酒や肴を振舞った。この様相は明治期も同様であった。
明治維新後、明治5年（グレゴリオ暦1872年）までは福岡知藩事黒田長知や有栖川宮熾仁親王に年始の表敬を行っていた。しかし「金銭を浪費し、かつ文明開化にそぐわない」という理由で明治5年11月に福岡県からの通達により山笠や盆踊りとともに正月の松囃子は禁止され、天長節などを祝うようにとされた。1879年（明治12年）には三福神、稚児、そして福博各町の通りもんが紀元節の2月11日を祝したことが資料に残っている。
明治時代以降の松囃子ないしどんたくは紀元節の祝賀に繰り出したほか、明治20年代からは鎮魂祭（招魂祭）に繰り出し、そのほか日露戦争勝利の祝賀会や大正天皇や昭和天皇の即位など国の祝事に参加した。1915年（大正4年）に招魂祭の開催日が4月30日と5月1日に決まり、松囃子どんたくもそれに倣った。1938年（昭和13年）を最後に戦前の松囃子どんたくは中止となった。
太平洋戦争終結後、1946年（昭和21年）5月に「博多復興祭」として空襲被災後の瓦礫の中、子供山笠とともに松囃子どんたくが行われた。翌1947年（昭和22年）より福岡市・福岡商工会議所・商店街代表・市民有志らによって博多どんたくが5月の24日・25日に開催され、3台の花電車に16か所の仮設舞台と、現在のどんたくの形式はここに誕生した。1949年（昭和24年）からは前年に制定された憲法記念日に合わせて5月3日と翌4日を開催日とし、名称を「松囃子どんたく港祭り」とした。その後しばらく祝日である5月5日のこどもの日を含めた三日間どんたくが行われた年もあったが、旧来から参加していた松囃子や博多券番などは5日には参加せず、祭りの結束が弱まる結果となった。1953年（昭和28年）には博多松囃子の伝統を保持する目的で「博多松ばやし保存会」が結成されている。現在、旧福岡藩主・黒田家当主も参加して江戸の昔のどんたくの姿に近づきつつある。
1957年（昭和32年）に「博多どんたく松囃子港祭り振興会」が結成され、祭りの期間が5月3日と4日と定められた。また演芸団体や商店街を勧誘し、優秀どんたく隊への賞の授与がおこなわれることともなった。1961年（昭和36年）には5月2日のどんたく前夜祭が福岡スポーツセンターで開始。1962年（昭和37年）に「福岡市民の祭り振興会」が結成され、どんたくは「博多どんたく港まつり」と名称を改め、市民の祭りとして広く一般市民から参加者を募る方式となり、「博多」にとらわれず福岡市全体の祭りとして定着した。1972年（昭和47年）、福岡市が政令指定都市に指定されてからは国体道路の万行寺 - 天神間を車両通行禁止にして「どんたく広場」とし、山陽新幹線が博多まで延伸した1975年（昭和50年）には更に延伸され、博多駅 - 国体道路 - 天神間となった。これにより市外県外からの見物客が増大することとなったが、一方では国体道路の幅員の狭さによる危険度が問題視されることとなり、1988年（昭和63年）からはどんたく広場は幅員の広い明治通りへ移った。また同時に前夜祭も1987年（昭和62年）に福岡スポーツセンターが解体されたことによって福岡国際センターへ、中央本舞台も同じく県庁跡地に変更された。現在中央本舞台は、お祭り本舞台に名称が変更され、福岡市役所ふれあい広場で開催されている。なお2020年は新型コロナウイルス感染症の感染拡大の影響で初の全面中止。21年も全面中止。2022年は3年ぶりに開催が決定したが、感染対策のため、パレードや演舞台の参加数を減らして実施されたが、2日間の人出は例年の3分の1に当たる80万人止まりとなった。

## 行事内
博多どんたくは5月3日と4日の2日間にわたり、主として「どんたく隊」と呼ばれる様々なグループが演舞を披露するものである。どんたく隊は各種団体や企業、学校、他都市からの観光PR団体、そして有志の集まりなどにより構成される。企業のどんたく隊は団結力を高めるなど新人社員教育に活用されている。実際には前日の2日から一連の行事が始まる。
スケジュールは毎年少しずつ変わっている。以下は基本的に2023年の例について述べるが、
一部はそれ以前の例について記述する。

### 5月2日
16時30分からおよそ4時間にわたりお祭り本舞台にて前夜祭がおこなわれる。どんたく隊の演舞、福岡親善大使（旧ミス福岡）の選出、ゲスト歌手の歌謡ショーがある。これにはRKB毎日放送が関与し、当日深夜にRKBテレビで放送される。以前は福岡スポーツセンターや福岡国際センターで開催されていて、事前整理券が必要だった。
なお親善大使は2013年から従前の単年任期制から2年制へ変更された。

### 5月3日
9時頃に博多松囃子の一行が福岡県庁や博多駅、企業など市中を表敬し祝い巡るため櫛田神社に集合し修祓を受ける。同じ頃には天神地区や博多地区を中心として市内各所約30か所に設けられた演舞台にて、どんたく隊による様々な演舞が入れ替わりに最長で21時頃まで披露され続ける。
10時から博多駅本舞台にて式典が行われる。同時刻にははかた駅前通りを封鎖し、路上ステージ化して昼前までどんたく隊のパレードを行う。
13時から車両を通行禁止にした明治通りを「どんたく広場」とし、どんたくパレードが始まる。博多松囃子を先頭にし、これに続き博多高砂連、市長・会頭・知事・福岡親善大使とともに福岡県警音楽隊、花自動車隊、古くから参加している古典どんたく隊など、19時ぐらいまでパレードは続く。パレードは路上で自由に見ることができるほか、階段状の有料桟敷席が設置され、そこから観覧することができる。なお2014年から16年までは工事のため設置されない。

### 5月4日
前日と同じく松囃子が市内各所の施設や企業などを祝って廻り、どんたく隊は各所の演舞台にて演舞を披露する。どんたく広場のパレードははかた駅前通りでは10時から13時まで、明治通りでは15時から20時までで、マーチングパレードなどが催される。18時頃からどんたく広場にて飛び入り参加可能なフィナーレの「総おどり」が行われる。総おどり終了後各拠点で博多祝い唄と博多手一本で終了となるが、一部の演舞台ではその後も21時までイベントが行われる。

### その他
- 西日本鉄道（西鉄）により、トラックに電飾等装飾を施した「花自動車」が2日から4日にかけて市内を巡回する。かつては同社の福岡市内線で博多どんたくの日に花電車が運行されていたが、1975年（昭和50年）の福岡市内線大幅廃止により中止され、1978年（昭和53年）から花自動車の運行として復活した。
  - 花自動車の題材は、主におとぎ話・アニメ・特撮・その年に福岡で開催される行事などから採られている[注釈 2]。1960年（昭和35年）からは日立グループがスポンサーとなっており[4]、昼間は同社のテーマソング『日立の樹』を流しながら走ることもある。かつては車両前面や側面に「日立モートル」や「日立テレビ」など日立が製造している商品名を明記していたことがある（1980年代まで）[5]。花自動車の走行スケジュールはどんたくや西鉄のHPで公表されている。
- 海上保安庁福岡海上保安部の巡視船に体験航海（事前公募）するイベントも3日と4日に行われる。それとは別に3日の昼と3日・4日の夜に博多湾内クルーズが行われる。
- 毎年、一般の観客による投票で「どんたく隊賞人気コンクール」が選出されている。インターネットにより投票することができる。結果は6月上旬に発表され、翌年のパンフレットの掲載や上位入賞団体には前夜祭にも出演される。
- 総おどりとともに博多どんたくのフィナーレを飾っていたマリンメッセ福岡中央埠頭での花火大会は2003年（平成15年）より中止されている。
- ちなみに、博多どんたくに参加するどんたく隊（どんたく参加団体）は2月におこなわれる説明会に出席したうえ、3月に福岡商工会議所を窓口に受付申請がなされる。

## 博多どんたく演舞台など
以下は2025年の主な演舞台の一覧。必ずしも毎年同じ場所に演舞台が設営されるとは限らない。各区に最低1つは設けられるが、やはり中央・博多両区にその多くが集中する。
博多区
- 博多駅本舞台（テレビ西日本主管）: 博多駅博多口
- 博多川水上本舞台: 川端通商店街火災跡地
- 港本舞台（KBC主管）: ベイサイドプレイス博多

中央区
- お祭り本舞台（RKB主管）: 福岡市役所ふれあい広場
- 一丁目本舞台: サンセルコ広場

どんたく広場地区拠点等
- 本部（福岡商工会議所）
- 呉服町拠点（福岡東京海上日動ビル前）
- 中洲・川端拠点（博多リバレイン前）
- 広場本部拠点（十八親和銀行福岡営業部前）
- 天神拠点（福岡天神フコク生命ビル前明治通り上）

嘗ては福岡ドームにも演舞台が設けられていたが、基本的に福岡ソフトバンクホークスのホーム戦が開催される年でないと設けられなかった。2012年、札幌でのビジターゲームだったことに加えホークスタウンモールにHKT48の専用劇場ができたという事情もあり、混乱回避のため演舞台は他の場所へ移された。

## どんたくの語源
「どんたく」は、オランダ語で「日曜日」を表す語 zondag（IPA: /z?n.dax/、発音は「ゾンダーハ」に近い、/x/は、無声軟口蓋摩擦音）が訛った言葉である。この言葉は明治政府制定の祝日を指す言葉として1871年（明治4年）から政府が広めた言葉であると言われ、主として四大節を指していた。正月15日の松囃子と通りもんが禁止されてのち、明治政府公認の祝日を祝って繰り出すようになり、その過程で松囃子や通りもんによる祝いの行事を「どんたく」と呼ぶようになったと考えられる。
1879年（明治12年）に三福神・稚児・通りもんが紀元節を祝した資料が残っており、この年をもって「どんたく」が再開されたとの説が広く流布している。しかし松囃子と「どんたく」が結び付けられたのは当時の新聞の内容から明治20年代であり、明治12年説は必ずしも正確とはいえない 。また前年の1878年（明治11年）に三福神が紀元節の祝いに繰り出していることから明治12年よりも前に博多の祭りとしての「どんたく」の呼称が発生していたとも考えられる。数多の文物同様、長崎から伝わったというのが真相である。
そののち「休日」という意味での「どんたく」は死語となる一方、博多どんたくの知名度は上がり、現在では「どんたく」とは「博多どんたく」を示す言葉として定着した。

## 動員数
2011年（平成23年）6月下旬の土日を利用して福岡大学都市空間情報行動研究所が行った「第15回福岡都心部消費者回遊行動調査」によれば、天神および博多駅周辺の来訪者数は2日間合わせておよそ80万人と計測されている。

## どんたく関連用語

### ぼんちかわいや（博多どんたくの歌）
どんたくの時に流れるこの歌の1番はしりとり歌（鎖歌）の形式となっている。これの元歌は長く、「牡丹に唐獅子、竹に虎、虎を踏まえた和唐内」から始まって延々と続き、途中「坊やはよい子だ寝んねしな、品川女郎衆は十匁」との歌詞があり、その後も歌詞は続く。一説には、下関の亀山八幡宮の五穀祭で唄われていた「八丁浜踊り」のお囃子が、明治20年代に下関の芸者が博多に移った際に一緒に伝わったと言われている。他説としては、博多呉服町の菓子屋河原田平兵衛が東京栄多楼に弟子入りし、職場で歌を覚えて帰り、1906年（明治39年）のどんたくの時に歌い始めたのがきっかけだというものもあるが「坊やはよい子だ」が「ぼんち可愛いや」と大阪言葉に変わっている点など疑問が残る。なお、品川宿の女郎の値段が10匁であったのは文化文政の頃（19世紀初頭）である。
「一度は気休め二度は嘘」「もうしもうし俥屋さん」で始まる2番以降の歌詞は大正時代中期に作られた。そののち何種類もの歌詞が作成されたが、1991年の博多どんたく30周年に合わせて、博多七流にちなんで7番にまとめられた。最後は「めでたく祝うて　スッポンポン」で締めくくられ、しりとり歌である1番の「ぼんちかわいや」に続くようになっている。
「博多どんたくの歌」という名で知られているが、冒頭の歌詞を取って「ぼんちかわいや」とも呼ばれている。また、博多カッチリ節という民謡も、どんたくの第二テーマソングとして定着している。

### 一束一本
松囃子の祝賀を受けた者が贈る返礼品のことで、杉原紙の1束（10帖）と扇1本を組み合わせたもの。鎌倉時代以降の武家の贈答の形式である。小早川秀秋が名島城にて筑前国を治めていた頃は銭50貫文を渡されていたが、黒田家の福岡藩では一束一本を与えるようになった。現在でも松囃子に対して各家や各企業はこの一束一本を三方に乗せて御礼としている。

### 肩裏
肩裏（すらせ）とは羽織を裏返して着ることであり、粋な着こなしとしてどんたくで目にする。これにかるさん袴を合わせ、背に「預かり笹」を挿し、頭には頭巾あるいは博多にわかのにわか面を付けるのがポピュラーな出で立ち。

### しゃもじ
どんたくでは踊りのとき拍子木や鳴子ではなく「しゃもじ」をよく用いる。これは、食事の用意をしていた商家の妻がどんたくの囃子につられて外に飛び出し、手にあったしゃもじを叩いて行列に加わったのがはじまりとされている。

### 雨のジンクス
博多どんたくの開催日は雨天となる場合が多く、2日間のうちのどちらかが雨天になると言われている。基本的に雨天決行だが、豪雨により一部の行事が中止に追い込まれたこともある。どんたくの雨をジンクスと捉える人は少なくない（「どんたくに雨はつきもの」）。

### 年ごとのどんたくのテーマ
現在の博多どんたくでは年ごとにテーマが設けられており、そのテーマは運営組織や補助金等で密接に関わっている福岡市のイベントにまつわるものが多い。近年では世界水泳選手権（2001年、2023年）、国民文化祭および海フェスタ（2004年）、全国都市緑化フェアおよびねんりんピック（2005年）といったもので、2006年のどんたくでは福岡九州オリンピックの実現をテーマとしていた。また2005年3月20日に発生した福岡県西方沖地震で被災した市を活性化させるキャンペーン「元気バイ!!ふくおか」がどんたくに合わせて4月29日から5月5日まで開催され、各演舞台やパレードにて広く告知がなされた。逆に2005年の全国都市緑化フェアは、どんたくの賑わいにあやかった「アイランド花どんたく」という愛称が用いられた。
2011年の東日本大震災や2016年の熊本地震の際には震災復興支援として予定通り開催された。

## その他
- 博多どんたくの当日に福岡ドームで福岡ソフトバンクホークスのホームゲームが開催される場合、その日の試合を含む連戦（基本的に3連戦）は「どんたくシリーズ」と呼ばれる。この名称は西鉄ライオンズが平和台球場を本拠地としていた頃から使われており、博多祇園山笠の時期に開催される「山笠シリーズ」と並ぶものである。
- ボートレースでも博多どんたくの時期にボートレース福岡で開催される競走を「どんたく特選レース」と呼んでいる。前項に関連して博多祇園山笠の時期に開催される競走を「山笠特選レース」と呼ぶ。
- また、Jリーグ・アビスパ福岡のサポーターも博多どんたくの時期に開催されるホームゲームでは横断幕に「にわか面」を貼り、どんたくを祝う。ちなみに、2008年4月29日に行われたレベルファイブスタジアムでのザスパ草津戦では、試合前に「福岡市民の祭り振興会」役員らがピエール・リトバルスキー監督に 巨大しゃもじを贈呈した。
- 新日本プロレスが博多どんたくの時期にレスリングどんたくという興行を福岡国際センターで開催しており、2018年からは本祭同様、5月3日・4日の2日間開催に変更されている。
- 2008年5月4日、総踊りに向けて市内を巡行していた西鉄の花自動車から出火する騒ぎが起きたが、大火とならずに消し止められ、その後の行事に影響は無かった。
- 博多祇園山笠と異なり全ての在福テレビ局が関わっており、山笠に関与していない福岡唯一のテレビ局、TVQ九州放送も、ビデオコンテスト（以前）や小学生絵画コンテスト（2008年）などの形で参加している[注釈 3]。なおテレビ中継は、通常以下の局が行う。
  - NHK福岡放送局 - どんたくに合わせて行う局公開の模様を中心に演舞台の公演と併せ放送する。
  - RKB毎日放送 - 『ハカタの王様』の特別版。福岡市役所のお祭り本舞台や自局のイベント会場から放送する。
  - 福岡放送 - 『めんたいワイド』の中でパレードの模様を中継。放送が土日の場合は放送されない。
  - テレビ西日本 - 『ももち浜ストア』の特別版として博多駅本舞台から放送[注釈 4]。
- 『西部警察 PART-III』第18話「パニック・博多どんたく -福岡篇-」（1983年9月4日放送）のロケがどんたくの最中に行われた。